# Тројствени Марковац
Тројствени Марковац је насељено место у саставу града Бјеловара, Бјеловарско-билогорска жупанија, Република Хрватска.

## Историја
До територијалне реорганизације у Хрватској, налазио се у саставу старе општине Бјеловар.

## Становништво
На попису становништва 2011. године, Тројствени Марковац је имао 1.301 становника.

## Попис1991.
На попису становништва 1991. године, насељено место Тројствени Марковац је имало 2.101 становника, следећег националног састава:
| Попис 1991.‍   | Попис 1991.‍  | Попис 1991.‍ | Попис 1991.‍ | Попис 1991.‍ |
| ------------- | ------------ | ----------- | ----------- | ----------- |
|               |              |             |             |             |
| Хрвати        | Хрвати       |             | 1.735       | 82,57%      |
| Срби          | Срби         |             | 168         | 7,99%       |
| Југословени   | Југословени  |             | 101         | 4,80%       |
| Роми          | Роми         |             | 6           | 0,28%       |
| Мађари        | Мађари       |             | 5           | 0,23%       |
| Чеси          | Чеси         |             | 4           | 0,19%       |
| Македонци     | Македонци    |             | 2           | 0,09%       |
| Муслимани     | Муслимани    |             | 2           | 0,09%       |
| Словаци       | Словаци      |             | 1           | 0,04%       |
| Словенци      | Словенци     |             | 1           | 0,04%       |
| неопредељени  | неопредељени |             | 58          | 2,76%       |
| непознато     | непознато    |             | 18          | 0,85%       |
| укупно: 2.101 |              |             |             |             |